# 사오야오쥐역
사오야오쥐역(중국어: 芍药居站)은 베이징시 차오양구에 위치한 베이징 지하철 10호선과 13호선의 환승역이다.

## 위치
역은 징청 고속공로(京承高速公路)와 타이양궁로(太阳宫路) 교차 구간에 있다. 13호선 역은 징청 고속공로의 중심에 있고, 10호선 역은 교차로의 동쪽에 있으며, 위치는 북쪽이다.

## 역 구조
13호선 역은 2층 고가역으로, 상대식 승강장이다. 10호선 역은 2층 지하역으로, 섬식 승강장이다. 두 역은 약 70 m 길이의 통로로 연결된다.
| 2층      | 13호선 대합실                       | 개집표기, 자동판매기, 이카통(一卡通) 충전            |
| 1층      |                                     | 환승 통로                                            |
| 1층      | 상대식 승강장, 오른쪽 출입문이 열림 |                                                      |
| 1층      | 궤도 (동)                           | ← ■ 13호선 시즈먼 방면 (왕징시)                      |
| 1층      | 궤도 (서)                           | ■ 13호선 둥즈먼 방면 (광시먼) →                      |
| 1층      | 상대식 승강장, 오른쪽 출입문이 열림 |                                                      |
| 1층      | 환승 통로                           |                                                      |
| 지하 1층 | 10호선 대합실                       | 환승 통로, 개집표기, 자동판매기, 이카통(一卡通) 충전 |
| 지하 2층 | 궤도 (북)                           | ← ■ 10호선 외선순환 (후이신시제난커우)               |
| 지하 2층 | 섬식 승강장, 왼쪽 출입문이 열림     |                                                      |
| 지하 2층 | 궤도 (남)                           | ■ 10호선 내선순환 (타이양궁) →                       |

- 13호선 승강장
- 10호선 승강장
- 10호선-13호선간 환승 통로

### 출구
출구는 5개가 존재한다.: 13호선 2개 출구 (A(서), B(동), 10호선 3개 출구 E(서북), F(동북), G(서남)
| 출구 번호                         | 인근 역세권                                                   |
| --------------------------------- | ------------------------------------------------------------- |
| 出口 · A                          | 베이투청 동로                                                 |
| 出口 · B                          | 시바허 로                                                     |
| 出口 · E                          | 사오야오쥐 교, 징청 고속공로, CNOOC 빌딩                      |
| 出口 · F                          | 타이양궁 남단                                                 |
| 出口 · G                          | 타이양궁 남단, 베이징 아이친하이 구물공원(北京爱琴海购物公园) |
| 아이콘 설명: 경사로 \| 엘리베이터 |                                                               |

## 주변 교통
역 남쪽에는 1,500 평방미터, 북쪽에는 약 2,000 평방미터의 자전거 주차장이 설치되었다. 또한 이 역은 약 50개의 주차 공간을 위한 주차 시설을 제공한다.

## 인접역
| 베이징 지하철 10호선      | 베이징 지하철 10호선   | 베이징 지하철 10호선 |
| ------------------------- | ---------------------- | -------------------- |
| 후이신시제난커우 외선순환 | ■ 베이징 지하철 10호선 | 타이양궁 내선순환    |
| 베이징 지하철 13호선      |                        |                      |
| 왕징시 시즈먼 방면        | ■ 베이징 지하철 13호선 | 광시먼 둥즈먼 방면   |